# Nova Moșceanîțea, Zdolbuniv
Nova Moșceanîțea (în ucraineană Нова Мощаниця) este o comună în raionul Zdolbuniv, regiunea Rivne, Ucraina, formată numai din satul de reședință.

## Demografie
Componența lingvistică a comunei Nova Moșceanîțea
     Ucraineană (99,88%)
     Alte limbi (0,12%)
Conform recensământului din 2001, majoritatea populației comunei Nova Moșceanîțea era vorbitoare de ucraineană (99,88%), existând în minoritate și vorbitori de alte limbi.